# 1928년 동계 올림픽 노르딕복합
1928년 동계 올림픽의 노르딕 복합은 1928년 1월 29일에 스위스 장크트모리츠에서 경기가 진행됐다. 크로스컨트리가 2월 17일, 스키 점프가 2월 18일에 경기가 치러졌다. 오늘날 경기와 달리 스키 점프가 마지막으로 치러졌다. 크로스컨트리는 18km의 기록으로 한다.

## 참가 국가
14개국으로부터 온 35명의 선수가 대회에 참가했다.
| - 노르웨이 (4명) - 독일 (5명) - 미국 (3명) - 스웨덴 (1명) - 스위스 (4명) |  | - 오스트리아 (1명) - 이탈리아 (1명) - 일본 (1명) - 체코슬로바키아 (4명) - 캐나다 (2명) |  | - 폴란드 (3명) - 프랑스 (3명) - 핀란드 (2명) - 헝가리 (1명) |

## 결과

### 최종 순위
| 순위 | 선수                      | 총계   |
| ---- | ------------------------- | ------ |
| 1    | 요한 그뢰툼스브로텐 (NOR) | 17.833 |
| 2    | 한스 빈야렌옌 (NOR)       | 15.303 |
| 3    | 욘 스네르스룬드 (NOR)     | 15.021 |
| 4    | 파보 누오티오 (FIN)       | 14.927 |
| 5    | 에스코 예르비넨 (FIN)     | 14.810 |
| 6    | 스벤 에릭손 (SWE)         | 14.593 |
| 7    | 루드비히 뵈크 (GER)       | 13.260 |
| 8    | 올레 콜테루드 (NOR)       | 13.146 |
| 9    | 오타카르 네메치히 (TCH)   | 12.990 |
| 10   | 브로니슬루프 체흐 (POL)   | 12.645 |
| 11   | 아돌프 루비 (SUI)         | 12.625 |
| 12   | 루돌프 부르케르트 (TCH)   | 12.604 |
| 13   | 스테판 라우에너 (SUI)     | 12.333 |
| 14   | 막스 크뢰켈 (GER)         | 11.968 |
| 15   | 발터 글라스 (GER)         | 11.927 |
| 16   | 다비드 조그 (SUI)         | 11.906 |
| 17   | 하랄트 파움가르텐 (AUT)   | 11.854 |
| 18   | 발테르 부흐베르게르 (TCH) | 10.906 |
| 19   | 한스 아이덴벤츠 (SUI)     | 10.551 |
| 20   | 비탈레 벤치 (ITA)         | 10.416 |
| 21   | 구스틀 뮐러 (GER)         | 10.114 |
| 22   | 알렉산데르 로즈무스 (POL) | 8.781  |
| 23   | 마르샬 빠요 (FRA)         | 7.896  |
| 24   | 스타니슬루프 모티카 (POL) | 7.531  |
| 25   | 앤더스 하우겐 (USA)       | 7.447  |
| 26   | 찰스 프록터 (USA)         | 7.208  |
| 27   | 메릿 푸트만 (CAN)         | 4.853  |
| 28   | 클레베 발마 (FRA)         | 4.291  |
| –    | 마르셀 베로 (FRA)         | DNF    |
| –    | 타케후시 사쿠타 (JPN)     | DNF    |
| –    | 윌리엄 톰프슨 (CAN)       | DNF    |
| –    | 프란츠 벤데 (TCH)         | DNF    |
| –    | 카를 노이너 (GER)         | DNF    |
| –    | 기울라 세페스 (HUN)       | DNF    |
| –    | 롤프 몬센 (USA)           | DNF    |

## 범례
|  | 세계 신기록                  |  |                   | 아프리카 신기록 |                      | Q | 예선 통과 |
|  | 올림픽 신기록                |  | 북아메리카 신기록 | DNS             | 경기를 시작하지 않음 |   |           |
|  |                              |  | 아시아 신기록     | DNF             | 경기를 마치지 않음   |   |           |
|  | 국가 신기록                  |  | 유럽 신기록       | DSQ             | 실격                 |   |           |
|  | 개인 최고 기록 (개인 신기록) |  | 오세아니아 신기록 | WD              | 기권                 |   |           |
|  | 시즌 최고 기록 (시즌 신기록) |  | 남아메리카 신기록 | NM              | 기록 없음            |   |           |

## 메달 집계

### 최종 순위
| 순위 | 국가     | 금메달 | 은메달 | 동메달 | 합계 |
| ---- | -------- | ------ | ------ | ------ | ---- |
| 1    | 노르웨이 | 1      | 1      | 1      | 3    |
| 합계 | 합계     | 1      | 1      | 1      | 3    |

### 메달리스트
| 종목        | 금                             | 은                       | 동                         |
| ----------- | ------------------------------ | ------------------------ | -------------------------- |
| 남자 개인전 | 요한 그뢰툼스브로텐 · 노르웨이 | 한스 빈야렌옌 · 노르웨이 | 욘 스네르스루드 · 노르웨이 |

## 참조
- (영어) IOC 데이터베이스
- (영어) 올림픽 공식 리포트보관됨 2010-12-17 - 웨이백 머신
- (폴란드어) Wudarski, Pawel (1999). “Wyniki Igrzysk Olimpijskich”. 2008년 10월 14일에 원본 문서에서 보존된 문서. 2008년 10월 20일에 확인함.
- (영어) “Nordic Combined at the 1928 Sankt Moritz Winter Games”. sports-reference.com. 2011년 9월 15일에 원본 문서에서 보존된 문서. 2010년 9월 6일에 확인함.

| 올림픽 노르딕복합 |                                                 |                     |
| 이전              | 1928년 동계 올림픽 노르딕복합 장크트모리츠 1928 | 다음                |
| 샤모니 1924       | 1928년 동계 올림픽 노르딕복합 장크트모리츠 1928 | 레이크플래시드 1932 |
|                   |                                                 |                     |
|                   |                                                 |                     |